# Толы
Толы (лат. Scomberoides) — род лучепёрых рыб из семейства ставридовых. Широко распространены в тропических и тёплых умеренных водах Индо-Тихоокеанской области. Максимальная длина тела представителей разных видов варьирует от 60 до 120 см. Морские пелагические рыбы. Обитают в прибрежных водах на глубине до 100 м. Имеют местное промысловое значение.
У всех представителей рода колючки первого спинного плавника и анального плавника ядовитые. Взрослые особи толов питаются рыбами и ракообразными, а молодь — чешуёй и эпидермисом других рыб.

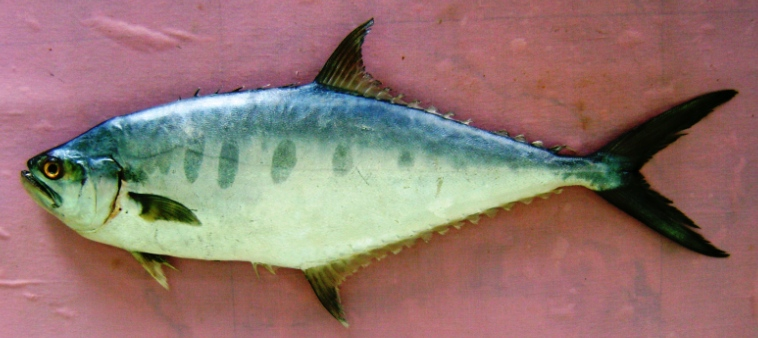
Scomberoides tala

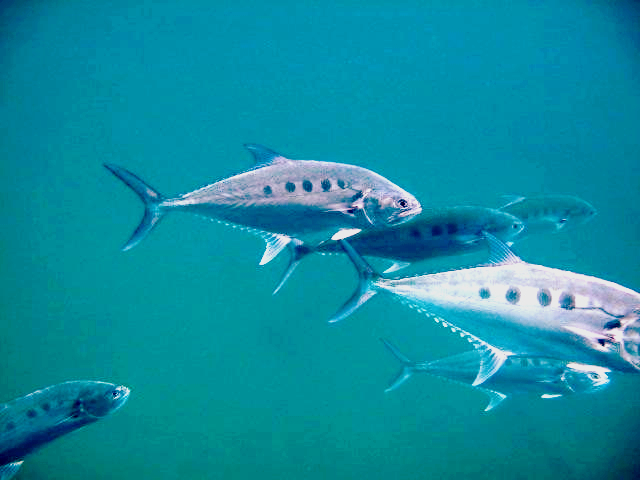
Scomberoides commersonnianus

## Классификация
В состав рода включают 4 вида:
- Scomberoides commersonnianus Lacépède, 1801 — Таланг (рыба)
- Scomberoides lysan (Forsskål, 1775) — Ставрида-стрела, или хоринем-лисан
- Scomberoides tala (Cuvier, 1832) — Ставрида-тала, или хоринем-тала
- Scomberoides tol (Cuvier, 1832) — Ставрида-тол, или плоский хоринем